# Lioba Braun

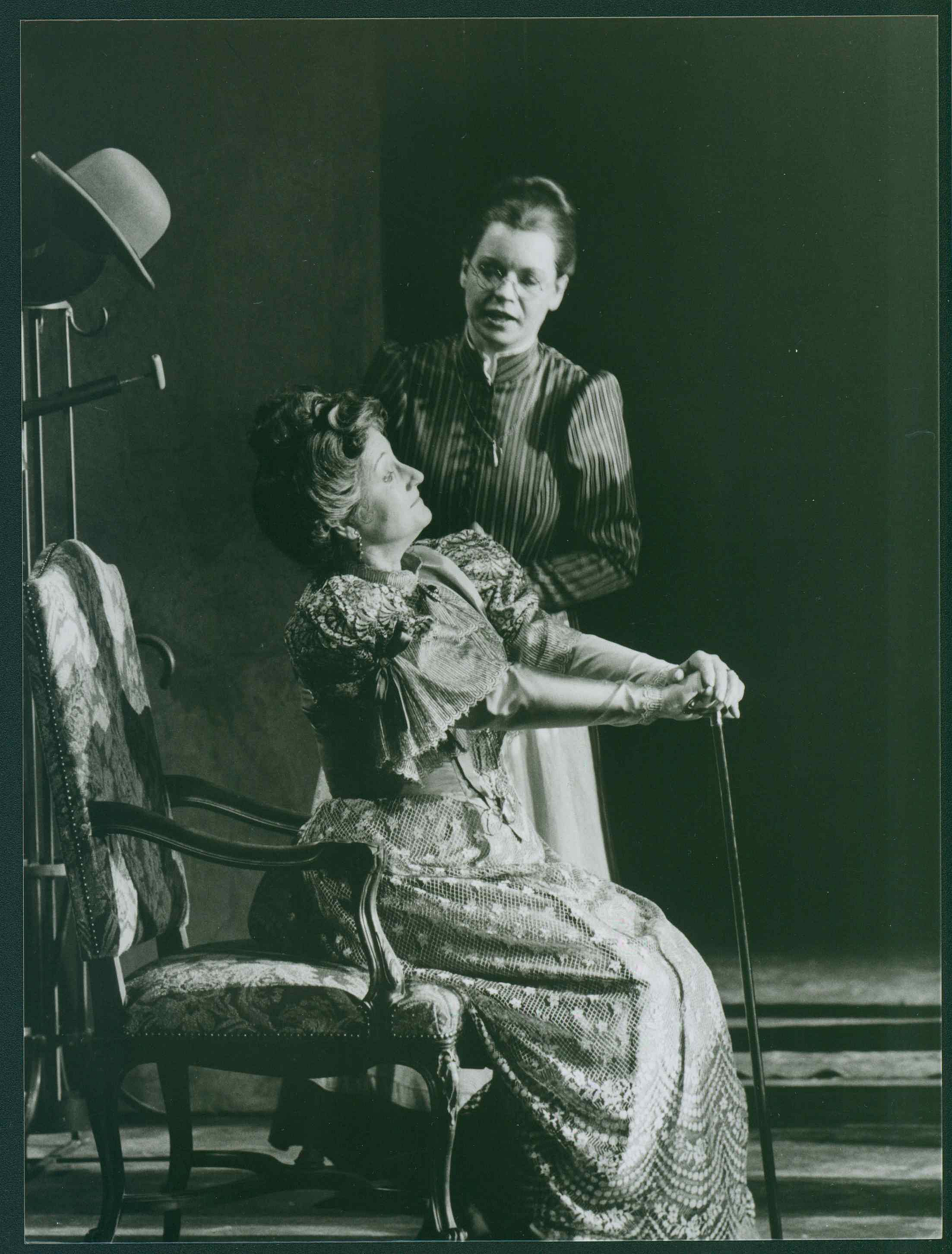
Lioba Braun (hinten) mit Christa Lehnert in Albert Herring am Badischen Staatstheater Karlsruhe (1988)

Lioba Braun (* 14. September 1957 in Hanau) ist eine deutsche Opernsängerin (Alt, Mezzosopran, Sopran). Sie lehrt auch als Professorin an der Hochschule für Musik und Tanz Köln.

## Leben
Braun wuchs in Würzburg auf, wo sie zunächst Kirchenmusik studierte und wirkte dann als Kantorin am Würzburger Dom. Mit 27 Jahren wurde Brauns Stimme durch die Gesangspädagogin Charlotte Lehmann entdeckt.
Sie war nach Stationen am Badischen Staatstheater Karlsruhe, ab 1989 der Wiener Volksoper und kurz darauf an der Wiener Staatsoper von 1993 bis 2003 Mitglied des Ensembles des Nationaltheaters Mannheim und sang dort zahlreiche Mezzosopran-Partien u. a. von Wagner und Verdi.
Ihren ersten Auftritt auf internationalem Parkett hatte Braun 1994 bei den Bayreuther Festspielen als Brangäne in „Tristan und Isolde“ unter Daniel Barenboim. Diese und die Wagner-Partien Kundry/Parsifal, Ortrud/Lohengrin, Fricka und Götterdämmerungs-Waltraute/Ring, Venus/Tannhäuser, Isolde/Tristan (unter Andris Nelsons in Birmingham und Paris) sang sie seitdem auch an der Mailänder Scala, dem Teatro Real in Madrid und am Liceu in Barcelona ebenso wie in Berlin, Dresden, Leipzig, München, Stuttgart, Zürich, Rom, Los Angeles und an der Wiener Staatsoper.
Ihre Opernrollen, neben Wagner und Verdi (Eboli, Azucena) auch von Bartok (Judith/Blaubart), Strauss (Komponist/Ariadne auf Naxos, Amme/Frau ohne Schatten, Marschallin/Rosenkavalier) und Mozart (Donna Elvira/Don Giovanni) wie auch die großen Solopartien in den Symphonien Gustav Mahlers und in Werken von Berg, Brahms und Beethoven im Wiener Musikvereinssaal, im Festspielhaus Baden-Baden, bei den Salzburger Festspielen und den Dresdner Musikfestspielen, beim Papst in Rom und in der Berliner Philharmonie, sang sie unter den Dirigenten Christian Thielemann, Mariss Jansons, Andris Nelsons, Zubin Mehta, Daniel Barenboim, Riccardo Chailly, Claudio Abbado, Christoph Eschenbach, Lorin Maazel, Myung-Whun Chung, Kent Nagano, Giuseppe Sinopoli, Simon Rattle und Riccardo Muti. Die Zusammenarbeit mit Orchestern umfasste die Berliner Philharmoniker, das Concertgebouw Orkest Amsterdam, das Gewandhausorchester Leipzig, die Staatskapelle Dresden und das Symphonieorchester des Bayerischen Rundfunks.
Seit Oktober 2010 ist Braun neben ihrer sängerischen Tätigkeit Professorin für Gesang an der Hochschule für Musik und Tanz Köln und an der Hochschule für Musik und Theater München.
Braun hat verschiedene CD-Aufnahmen gemacht, darunter Lioba Braun singt Wagner (SONY 2005) unter der Leitung von Peter Schneider, Mozarts Requiem unter Christian Thielemann (2006), Mahlers 2. und 8. Symphonie unter Jonathan Nott (Tudor 2009/2011), sowie die Altrhapsodie von Brahms mit Helmuth Rilling (2006).

## Diskografie
- Gustav Mahler, Symphonie Nr. 2 c-moll,   Tudor
- Wolfgang Amadeus Mozart, Requiem,  Deutsche Grammophon
- Johannes Brahms, Rhapsodie op. 53, Rinaldo op. 50 & Franz Schubert, Gesang der Geister über den Wassern D714, Hänssler
- Richard Wagner, „Lioba Braun singt Wagner“, Sony Classical